# Władimir Szlachtin
Władimir Iwanowicz Szlachtin, ros. Владимир Иванович Шляхтин (ur. 8 czerwca 1940, zm. 17 lutego 2003) – radziecki i rosyjski dowódca wojskowy, generał pułkownik Sił Zbrojnych Federacji Rosyjskiej, XXX.
W 1960 ukończył Wyższą Szkołę Pogranicza w Ałma-Ata, w 1968 - Akademię Wojskową im. Frunzego, w 1978 - Wojskową Akademię Sztabu Generalnego.
Dekretem Prezydenta Federacji Rosyjskiej z dnia 14 lipca 1992 został mianowany Wiceministrem Bezpieczeństwa Federacji Rosyjskiej - Dowódcą Wojsk Pogranicznych Federacji Rosyjskiej (od 14 lipca 1992 do sierpnia 1993).